# یاروا-یانی
یاروا-یانی (به لاتین: Järva-Jaani) یک منطقهٔ مسکونی در استونی است که در دهستان یاروا واقع شده‌است.